# Българска федерация по тенис
Българската федерация по тенис (БФТ) е спортна асоциация, обединяваща българските отбори и състезатели по тенис.

## История
Българската федерация по тенис е основана е през 1930 г. от най-големите клубове в страната, а през следващата година става член на Международната тенис федерация.
БФТ започва организирането на държавни клубни първенства от 1937 г., когато СК АС-23 побеждава Български тенис клуб и става първият клубен шампион на страната. От 1964 г. България участва в турнирите за Купа Дейвис, а от 1966 г. – и във Фед Къп. През 1977 г. БФТ става член на Европейската тенис асоциация (ETA).
БФТ обединява 77 клуба. Всяка година в България се провеждат турнири от международния календар на всички възрастови групи – за професионалисти (мъже и жени), за юноши и девойки до 12, 14, 16 и 18 г. и за ветерани.

## Структура

### Управителен съвет
Председател: Стефан Цветков
Заместник-председатели: Георги Крумов, Огнян Илиев, Рангел Марков
Членове на УС:
- проф. Генчо Начев
- Григор Фиданов
- Екатерина Генова
- Кольо Колев
- Мариана Ненова
- Мариана Печеян
- Петко Николов
- Румен Балкански
- Христо Михайловски
- Явор Цаков
- Янаки Янакиев

И. д. Генерален секретар:
- Катерина Генова

### Контролен съвет
Председател: Юри Николов
Членове: Красимир Любомиров, Красимира Цингова

### Други органи
- Треньорски съвет
- Съдийска колегия
- Техническа комисия
- Дисциплинарна комисия
- Комисия по плажен тенис
- Екип на БФТ

## Контакти
- София 1040, бул. „Васил Левски“ №75
- София 1408, ж.к. Иван Вазов, ул. „Емил Берсински“, бл.75, вх. Б, ет.2, ап.24
- тел.: 02 9515696, 089 7899777, факс: 02 9515691
- e-mail: bftbgtennis.bg